# Eckloniaichthys
Eckloniaichthys is een monotypisch geslacht van straalvinnige vissen uit de familie van schildvissen (Gobiesocidae).

## Soort
- Eckloniaichthys scylliorhiniceps Smith, 1943